# Ломикамінь трипальчастий
{{#ifeq:0|0|{{#if:|{{#if:Saxifragatridactylites|[[]}}|}}}}
Ломикамінь трипальчастий (Saxifraga tridactylites) — вид рослин родини ломикаменеві (Saxifragaceae), поширений у Європі й Північній Африці.

## Опис
Однорічна трава заввишки 4–15 см. Стебло розгалужене на основі, рясно листяне, як правило, із залізистими волосками. Листки зібрані у базальну розетку й чергуються вздовж стовбура; базальні листки черешкові, верхні листки безчерешкові; листові пластини базального листя зворотнояйцюваті, листові пластини стеблового листя еліптично-ланцетні, 3–5-лопатеві, або з цілими полями.
Віночок радіально симетричний, білий, прибл. 0.7 см завширшки; пелюсток п'ять, довжина 3–4 мм, в 2 рази довші ніж чашолистки, круглокінцеві. Чашолистків 5.Тичинок 10. Квітки самотні в пазухах. Плід — 2-розділена сферична коробочка. Час цвітіння: травень, червень.

## Поширення
Поширений у Європі й Північній Африці: Алжир, Лівія, Марокко, Туніс; натуралізований у Британській Колумбії. Населяє сухі скелясті схили, трав'янисті скелясті виходи, стіни, пташині скелі. Кальцефіл.
В Україні зростає на кам'янистих місцях, берегах, скелях — в Лісостепу і Степу, спорадично.

## Галерея

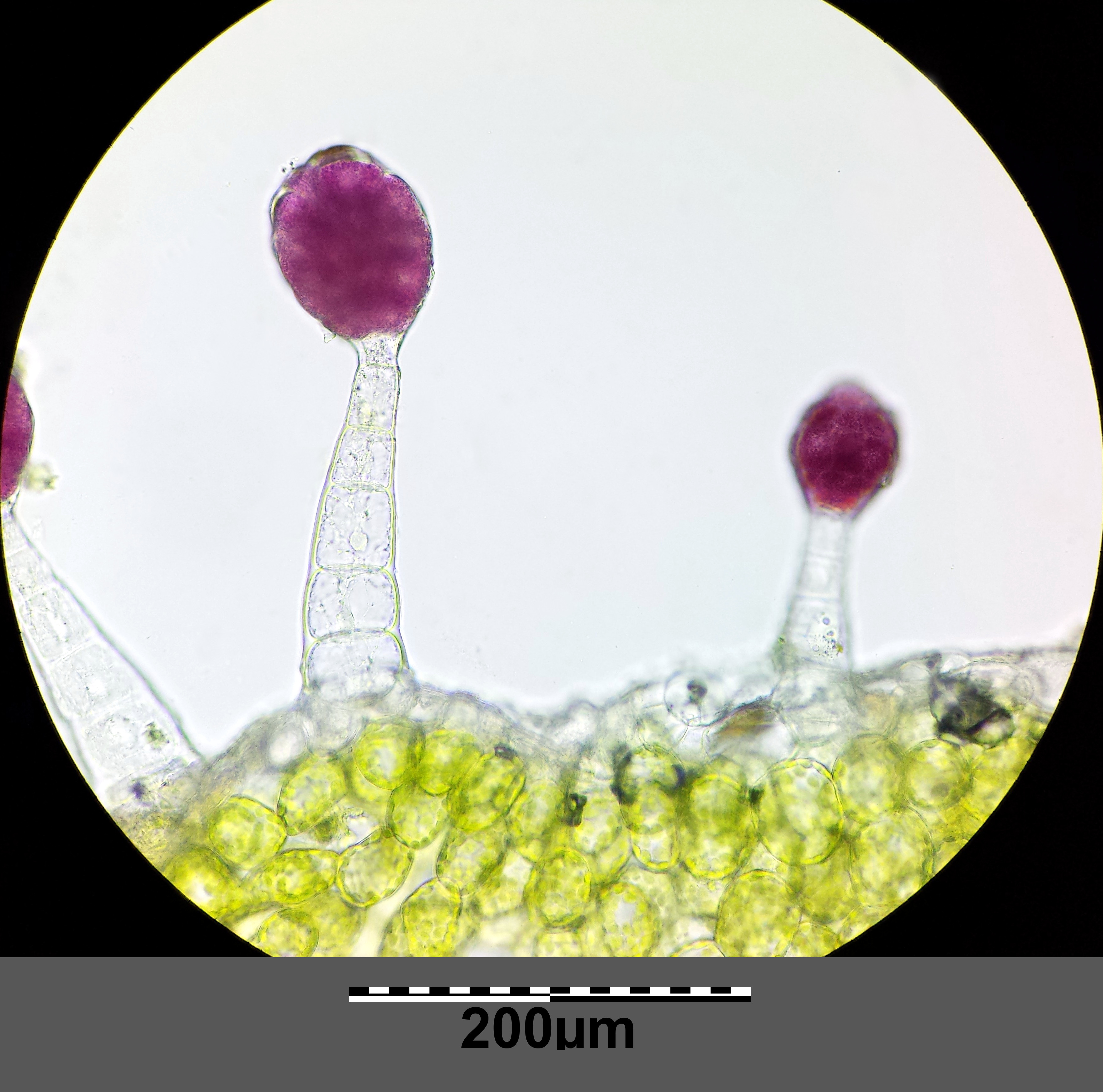
Залозисті волоски на поверхні листя
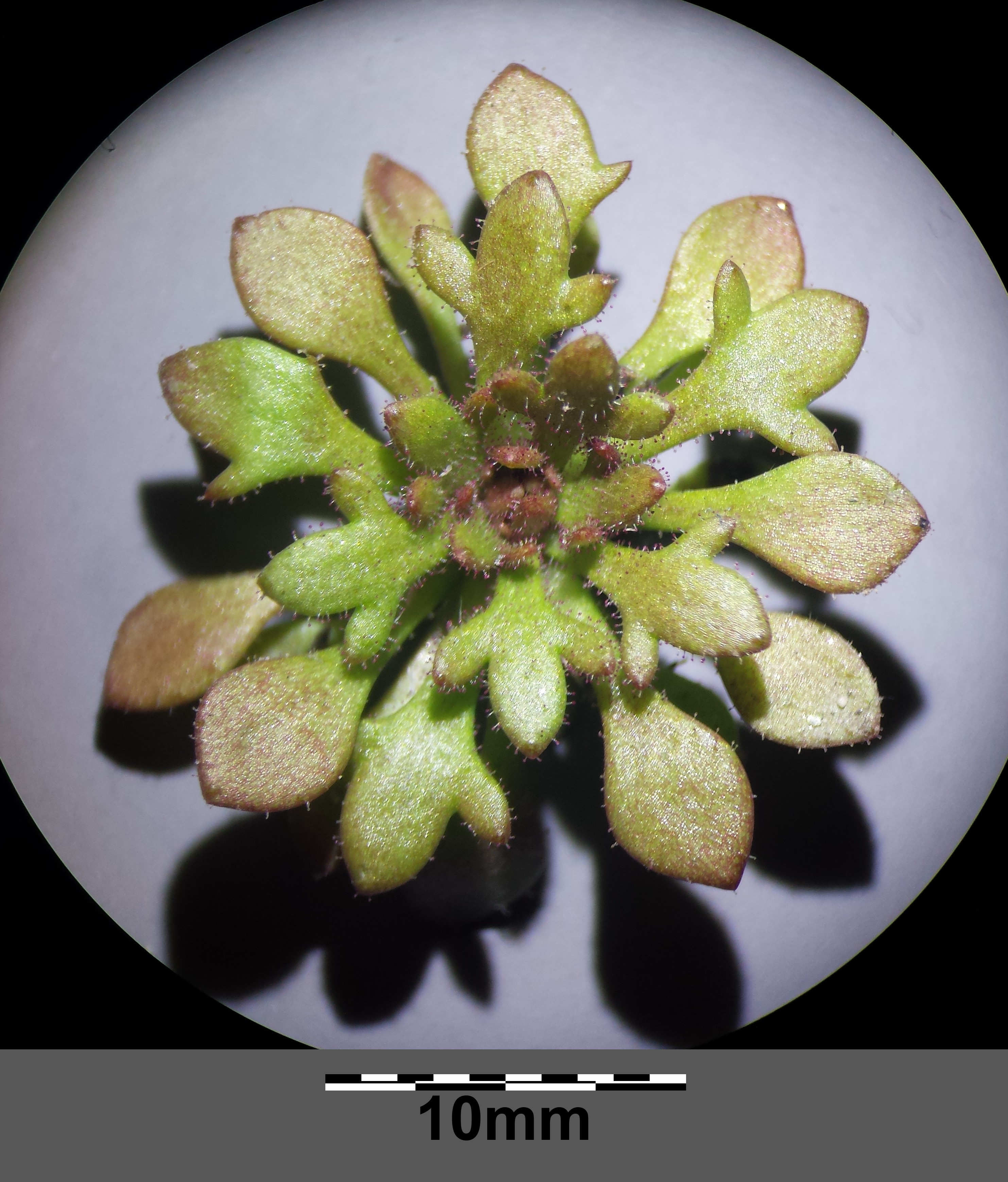
Листова розетка
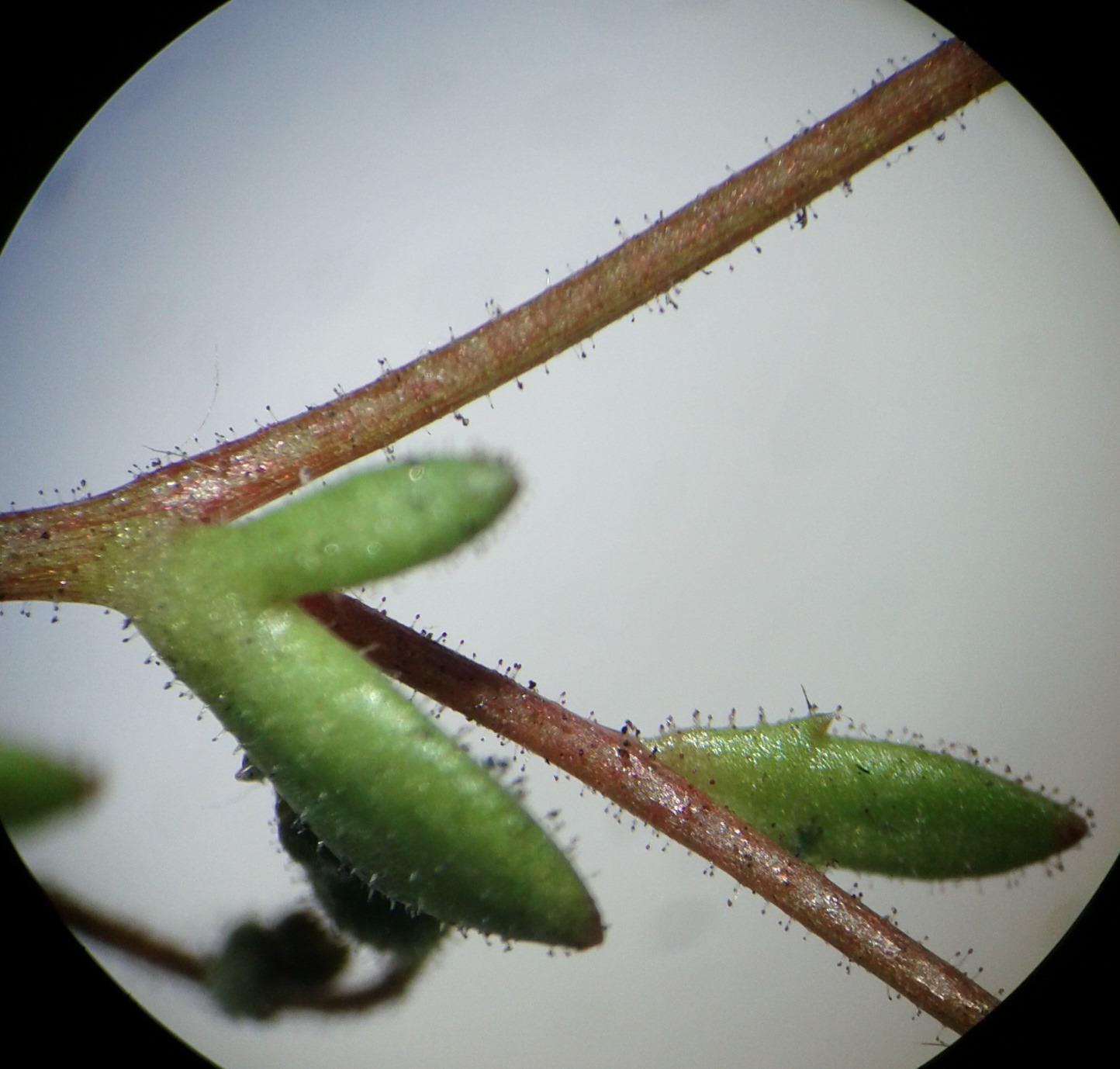
Листя та стебла
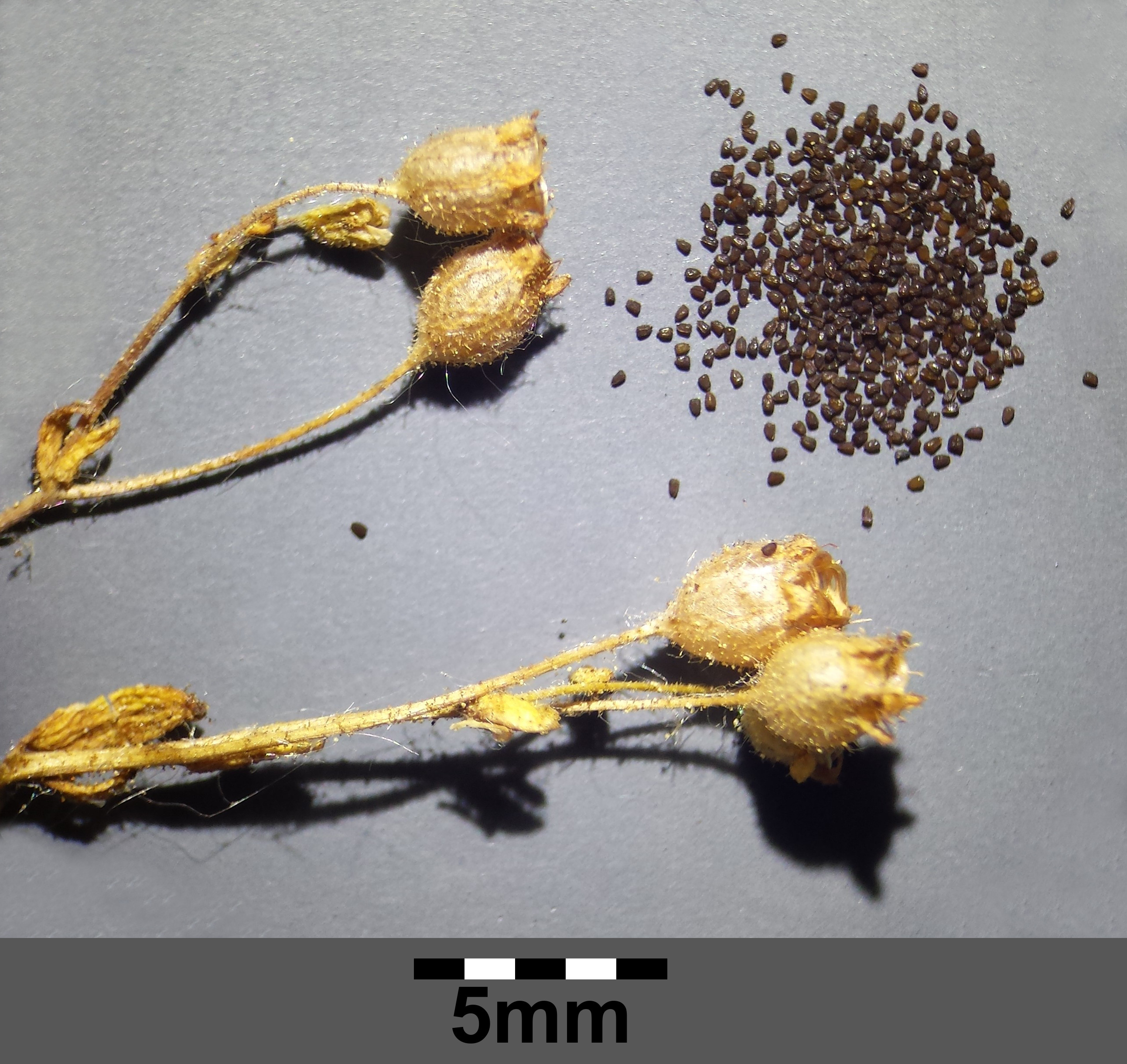
Плоди й насіння